# Lana Clarkson
Lana Clarkson (5. dubna 1962 Long Beach – 3. února 2003 Alhambra) byla americká herečka a modelka. Svou kariéru zahájila v roce 1982 ve filmu Zlaté časy na Ridgemont High. Později hrála v mnoha dalších filmech, například Brainstorm (1983), Zjizvená tvář (1983) a Amazonky na Měsíci (1987) nebo i seriálech Mike Hammer (1984), Policie z Palm Beach (1991) a 18 kol spravedlnosti (2000).
V únoru 2003 byla zastřelena hudebním producentem Philem Spectorem.